# Strianassa lerayi
Strianassa lerayi — вид десятиногих ракоподібних родини Laomediidae. Описаний у 2020 році.

## Назва
Родова назва Strianassa поєднує офіційне скорочення Смітсонівського інституту тропічних досліджень (Instituto Smithsonian de Investigaciones Tropicales, STRI) та останні шість літер роду Axianassa (-anassa), зовні подібного та філогенетично близького роду. Вид lerayi названий на честь американського морського біолога та еколога доктора Матьє Лере, за запрошення Артур Анкер взяв участь в експедиції на архіпелаг Коїба в лютому 2019 року, під час якої було відкрито три нові роди та один новий вид десятиногих ракоподібних.

## Поширення
Вид поширений вздовж узбережжя архіпелагу Коїба, що розташований на сході Тихого океану біля узбережжя Панами.